# Ledňák modrokřídlý
Ledňák modrokřídlý (Dacelo leachii) je velký pták z čeledi ledňáčkovitých.
Tento druh se vyskytuje v savanách a v otevřených vlhkých smíšených a listnatých lesích na jihu Nové Guiney a severu a západě Austrálie. Živí se bezobratlými živočichy (hmyz) i malými obratlovci (např. hady).
Dosahuje hmotnosti kolem 300 gramů (250 až 370 gramů). Délka tohoto ledňáka činí až 40 cm, z toho ocas tvoří 12 až 14 cm a vlastní tělo 15 až 25 cm. Snáší dvě až čtyři vejce (popř. pět vajec), která jsou inkubována po dobu 22 až 26 dní.
Pohlavní dospělosti dosahuje ve třech letech. Vytváří páry na celý život.
Vyniká silným zobákem, který může být dlouhý až osm centimetrů. Právě pomocí zobáku dokáže usmrtit svou kořist, včetně hadů.
Vejce snáší do stromové dutiny (nejčastěji ve výšce do 25 metrů), případně do hnízda či nory stromových termitů. Vylíhlá mláďata jsou umístěna v kruhu, zády k sobě. Po nakrmení rodiči se mládě, které je hlavou ke vstupnímu otvoru, vykálí tímto směrem. Poté jeho místo zaujme další mládě a situace se opakuje.
Typická je jejich hlasitá intenzivní komunikace, která připomíná chechtání.

## Chov v zoo
Ledňák modrokřídlý byl v srpnu 2019 chován přibližně ve čtyřech desítkách evropských zoo. V rámci Česka se jednalo o čtyři zoo: Od roku 2023 je chován pár také v Zoo Na Hrádečku. 
- Zoo Hodonín
- Zoo Na Hrádečku
- Zoo Ostrava
- Zoo Plzeň
- Zoo Praha

### Chov v Zoo Praha
Počátky chovu tohoto druhu v Zoo Praha se datují do 90. let 20. století. V prosinci roku 1997 byla přivezena samice ze Zoo Rotterdam a v dubnu dalšího roku následoval z téže zoo samec. Žili v pavilonu vodních ptáků. V létě 2002 se přes určité komplikace způsobené nezkušeností rodičů podařilo odchovat první mládě. Od té doby patří chov tohoto druh k velmi úspěšným. Mláďata se naposledy vylíhla v letech 2010, 2011 a 2014. Na konci roku 2018 byl chován jeden samec a dvě samice. O rok později byl chován jeden pár.
Ledňáci modrokřídlí byli dříve vidět v expozičním celku Ptačí mokřady, konkrétně v australské voliéře Paroo. Od jara 2020 jde o jeden z druhů průchozí voliéry expozičního celku Darwinův kráter, který představuje faunu a floru Austrálie, zejména Tasmánie. Expozice dokončená v roce 2020 je umístěna v dolní části zoo.

## Galerie

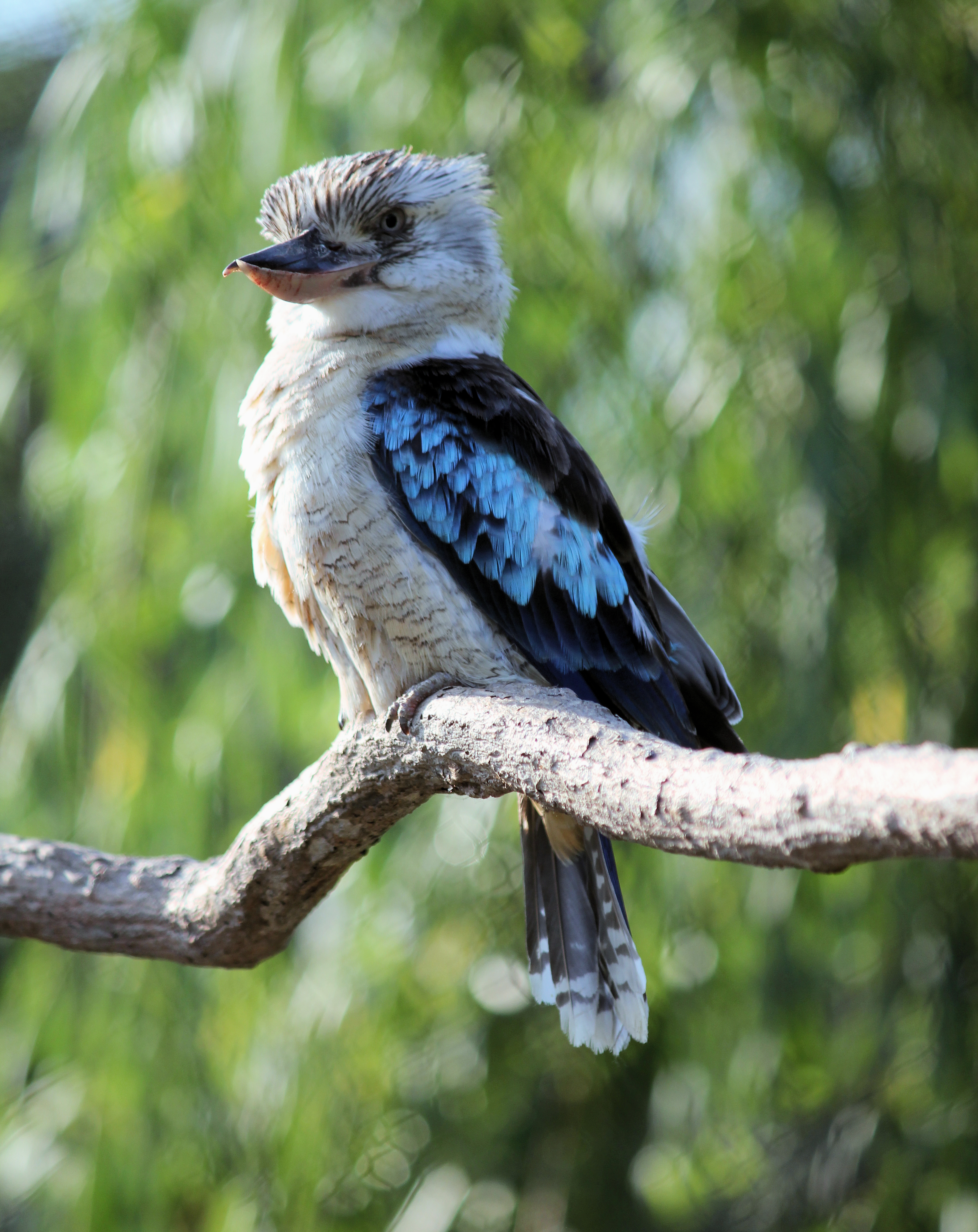
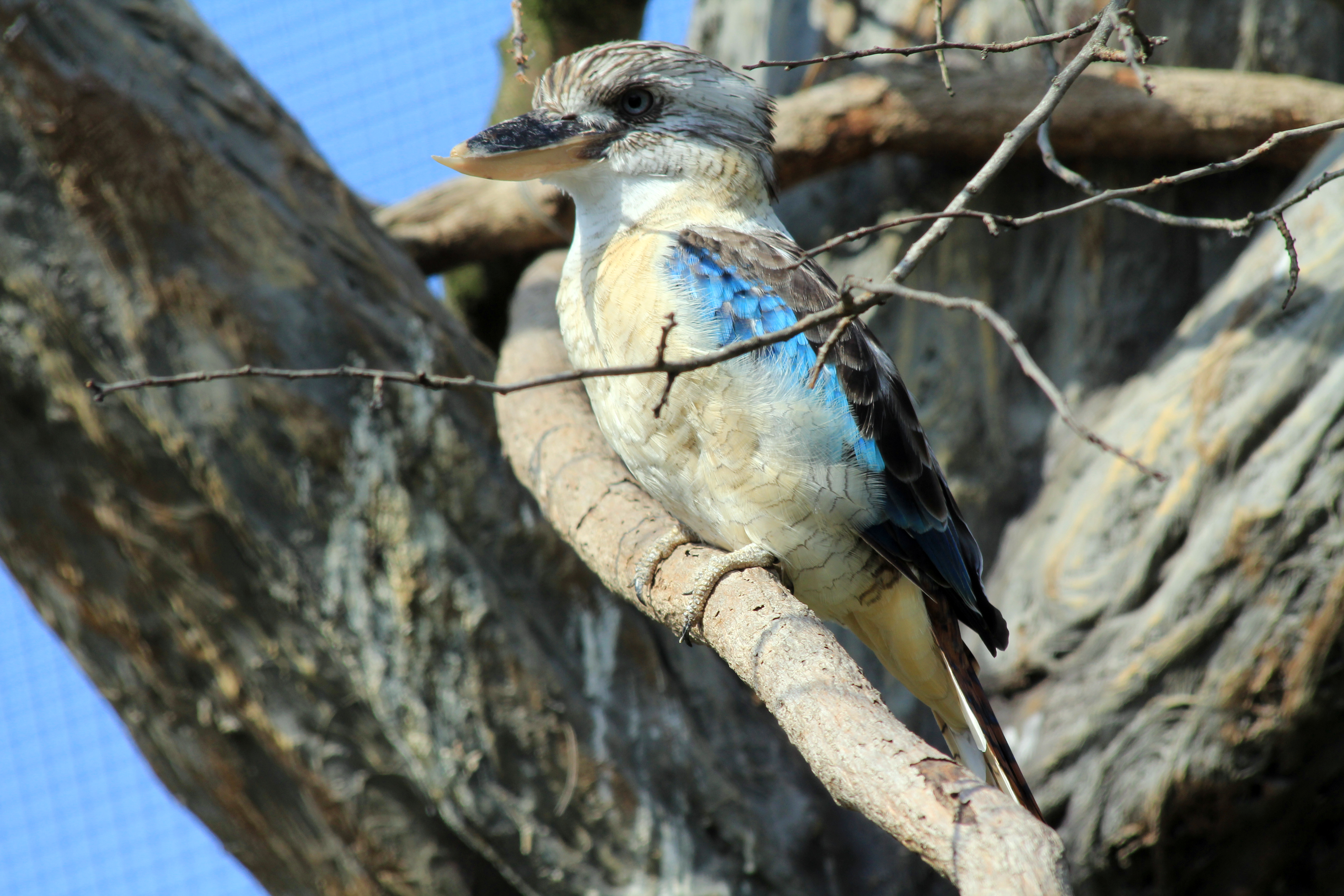
Ledňák modrokřídlý v Zoo Praha